# Policajac manijak
Policajac manijak  (eng.Maniac Cop) je američki horor film iz 1988. godine, kojeg je režirao William Lustig, dok se za scenarij filma pobrinuo Larry Cohen. Film je dobio svoja dva nastavka pod nazivima Policajac manijak 2 (1990.) i Policajac manijak 3 (1993.).

## Radnja
Policajac manijak 1 je film u kojem se radnja vrti oko serijskog ubojice, odjevenog u uniformu njujorške policije, koji po gradu ubija nevine ljude. Nedugo nakon što biva poslan u zatvor zbog policijske brutalnosti i ubojstva, on gine u zatvoru od ruku ostalih zatvorenika, tj. oni ga masakriraju noževima. No, ne zadugo on se vraća iz mrtvih kako bi se osvetio kako kriminalcima tako i nevinim ljudima. Frank McCrae vodi istragu. Jack Forrester, mladi policajac, postaje glavni osumnjičeni u istrazi ubojstva, nakon što pravi ubojica podmjesti dokaze koji ga okrivljuju. Nadalje, da bi dokazali njegovu nevinost, Forrest i njegova djevojka Theresa Mallory, pokušavaju pronaći pravog ubojicu. 

## Uloge
- Tom Atkins - Frank McCrae
- Bruce Campbell - Jack Forrest
- Laurene Landon - Theresa Mallory
- Richard Roundtree - povjerenik Pike
- William Smith - kapetan Ripley
- Robert Z'Dar - Matt Cordell
- Sheree North - Sally Noland
- Nina Arvesen - Regina Sheperd
- Nick Barbaro - Vijećnik
- Lou Bonacki - detektiv Lovejoy
- Barry Brenner - Coroner
- Victoria Catlin - Ellen Forrest
- Jim Dixon - Clancy
- Corey Michael Eubanks - Bremmer
- Jill Gatsby - Cassie Phillips
- Rocky Giordani - Fowler
- John F. Goff - Jackov odvjetnik
- William J. Gorman - narednik na porti
- Jon Greene - taktički narednik
- Vic Manni - zatvorski stražar
- Sam Raimi - reporter s parade
- Tom Catlin - dobro dijete
- Jenna Towers - zločesto dijete

## Propusti
- Ubijenog policajca se može jasno vidjeti kako se uspravlja, iako je mrtav u trenutku kada policajka baca stolicu kroz prozor. Ipak, u sljedećem kadru on je ponovno mrtav.

## Činjenice
Bruce Campbell nije bio prvi izbor za glavnu ulogu filma. Producenti i režiser su htjeli angažirati Michaela Parea, no kasnije su se ipak odlučili za Brucea, zbog njegovog junačkog statusa u horor filmovima.

## Vanjske poveznice
- Službene stranice  Arhivirana inačica izvorne stranice od 11. lipnja 2007. (Wayback Machine)
- Policajac manijak u internetskoj bazi filmova IMDb-a